# Kaliades
Kaliades (altgriechisch Καλιάδες) war ein athenischer Töpfer um 485–480 v. Chr.
Bekannt ist er nur durch seine Signatur auf einer rotfigurigen Schale aus Capua, heute in Paris, Louvre G 115, die von dem Vasenmaler Duris bemalt wurde.